# Bezirksliga Niederschlesien 1939/40
De Bezirksliga Niederschlesien 1939/40 was het zevende voetbalkampioenschap van de Bezirksliga Niederschlesien, het tweede niveau onder de Gauliga Schlesien en een van de drie reeksen die de tweede klasse vormden. De competitie werd in twee geografisch verdeelde reeksen gespeeld, waarvan de winnaars elkaar bekampten voor de algemene titel. VfB Liegnitz werd kampioen en speelde de eindronde ter promotie met SC Vorwärts Breslau en SV Schomberg en werd tweede waardoor ze promoveerden. 

## Bezirksliga Niederschlesien

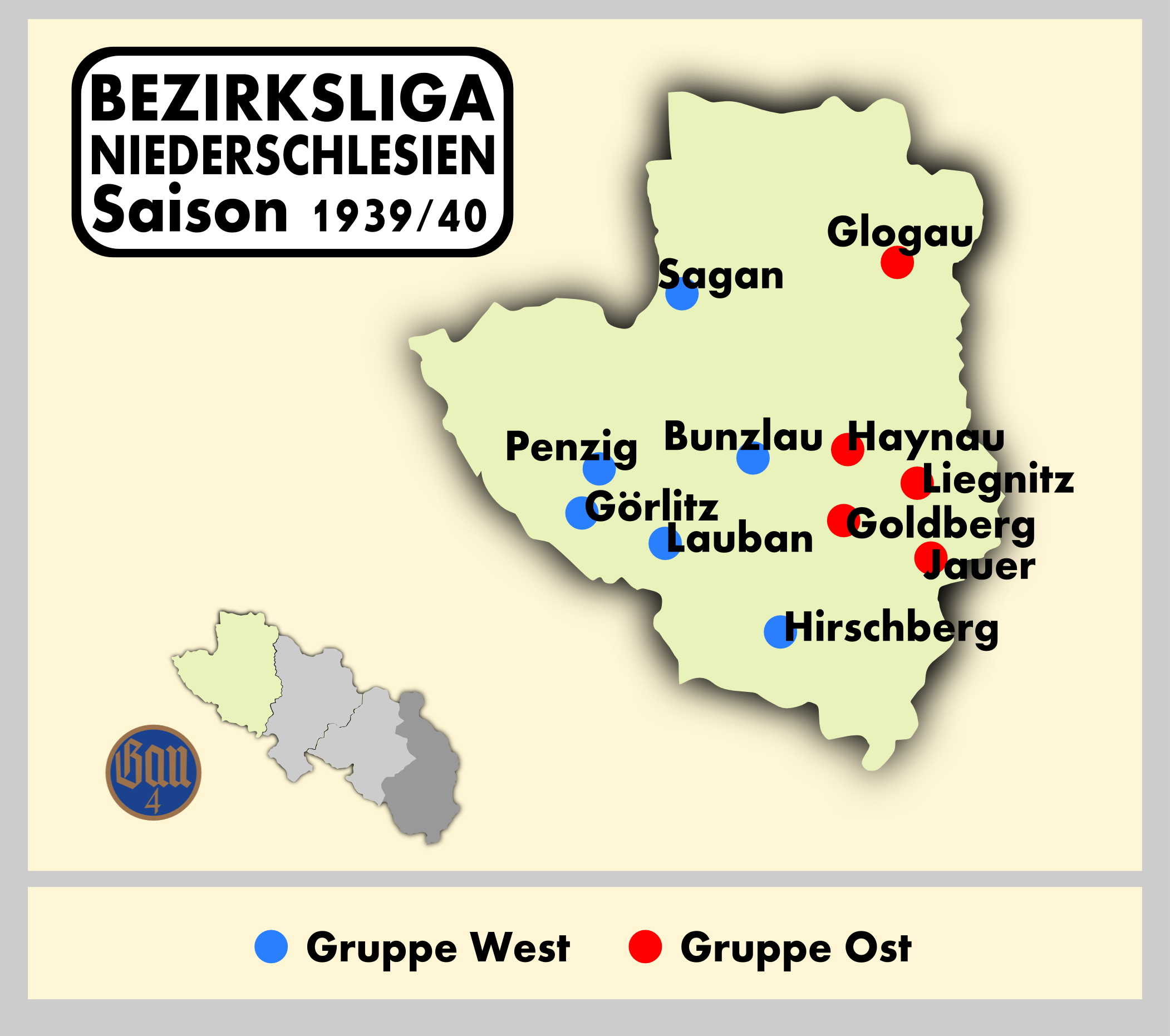
Speelsteden Bezirksliga Niederschlesien.

### Groep Oost
| Plaats | Club                   | Wed. | W | G | V | Saldo | Ptn.  |
| ------ | ---------------------- | ---- | - | - | - | ----- | ----- |
| 1.     | VfB Liegnitz           | 11   | 8 | 1 | 2 | 40:17 | 17:05 |
| 2.     | TSV Schlesien Haynau   | 11   | 6 | 2 | 3 | 31:21 | 14:08 |
| 3.     | Post-SV Liegnitz       | 12   | 5 | 1 | 6 | 35:33 | 11:13 |
| 4.     | SC Preußen 1911 Glogau | 8    | 4 | 1 | 3 | 16:20 | 09:07 |
| 5.     | Liegnitzer BC Blitz 03 | 11   | 2 | 5 | 4 | 27:32 | 09:13 |
| 6.     | SC Jauer               | 9    | 1 | 3 | 5 | 15:30 | 05:13 |
| 7.     | FC Preußen Goldberg    | 6    | 1 | 1 | 4 | 09:20 | 03:09 |

|  | Geplaatst voor finale                             |
|  | Trok zich na dit seizoen uit de competitie terug. |

### Groep West
| Plaats | Club                      | Wed.           | W              | G              | V              | Saldo          | Ptn.           |
| ------ | ------------------------- | -------------- | -------------- | -------------- | -------------- | -------------- | -------------- |
| 1.     | ATV Penzig                | 7              | 7              | 0              | 0              | 54:17          | 14:00          |
| 2.     | Gelb-Weiß Görlitz         | 4              | 2              | 1              | 1              | 25:13          | 05:03          |
| 3.     | Laubaner SV               | 7              | 1              | 2              | 4              | 22:29          | 04:10          |
| 4.     | SSVgg Bunzlau             | 2              | 1              | 0              | 1              | 08:13          | 02:02          |
| 5.     | Reichsbahn SG Görlitz (1) | 6              | 0              | 2              | 4              | 12:44          | 02:10          |
| 6.     | STC Hirschberg            | 2              | 0              | 1              | 1              | 01:06          | 01:03          |
| 7.     | Saganer TuSV              | Teruggetrokken | Teruggetrokken | Teruggetrokken | Teruggetrokken | Teruggetrokken | Teruggetrokken |

 (1): RTSV Schlesien Görlitz wijzigde de naam in Reichsbahn SG Görlitz 
|  | Geplaatst voor finale                             |
|  | trok zich na dit seizoen uit de competitie terug  |
|  | trok zich tijdens seizoen uit de competitie terug |

### Finale
Heen
|              |            |       |              |        |
| 30 juni 1940 | ATV Penzig | 3 - 5 | VfB Liegnitz | Penzig |
| 30 juni 1940 |            |       |              | Penzig |

Terug
|             |              |       |            |          |
| 7 juli 1940 | VfB Liegnitz | 4 - 1 | ATV Penzig | Liegnitz |
| 7 juli 1940 |              |       |            | Liegnitz |